# Apsidendrehung

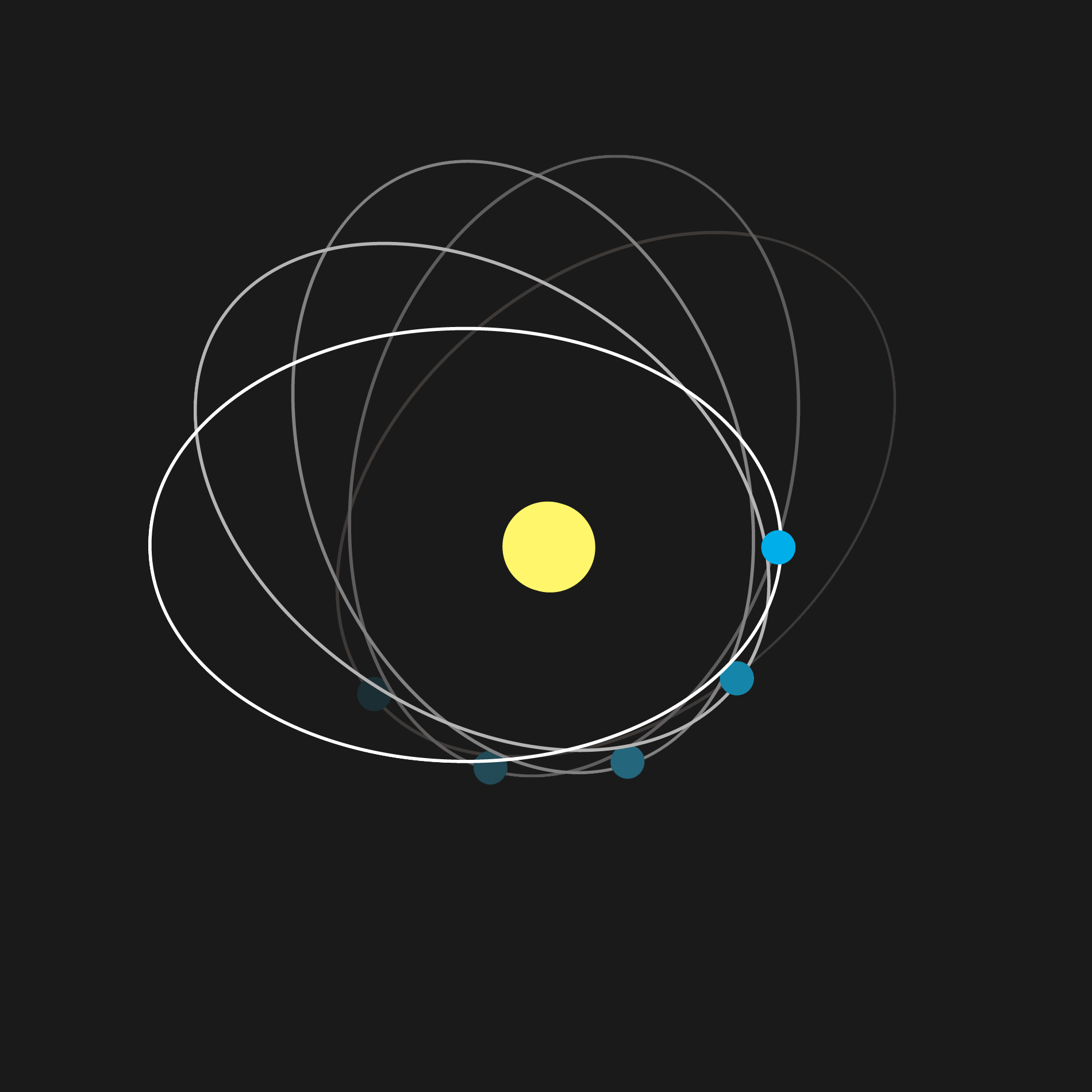
Die Periheldrehung der Bahn eines Planeten. Die Exzentrizität der Bahn und der Betrag der Drehung sind schematisch übertrieben.

Apsidendrehung und Drehung der Apsidenlinie jeweils in der Periapsis. Man sieht somit die Periapsisdrehung.

Die Apsidendrehung einer elliptischen Umlaufbahn ist eine fortschreitende Drehung der ganzen Bahn in der Bahnebene. Dabei dreht sich die Apsidenlinie kontinuierlich, während Form und Ebene der Bahn im Raum gleich bleiben. Je nach Zentralkörper werden auch folgende Bezeichnungen verwendet:
- Periheldrehung, oder auch Präzession des Perihels, wenn die Bahn die Sonne umläuft und
- Perigäumsdrehung, wenn die Bahn die Erde umläuft, also das Perigäum betrachtet wird.

Wenn diese Bewegung gelegentlich als „Präzession“ des Perizentrums bezeichnet wird, darf sie nicht mit der homonymen Präzession der Äquinoktien verwechselt werden, bei der es sich zwar ebenfalls um eine Bahnstörung handelt, bei der jedoch die Lage einer Ebene im Raum betroffen ist.

## Ursachen
Eine Apsidendrehung entsteht, wenn ein Himmelskörper auf seiner elliptischen Umlaufbahn um einen Zentralkörper bestimmten äußeren Störungen unterliegt. Wäre der Himmelskörper einer Anziehungskraft ausgesetzt, welche streng umgekehrt quadratisch mit der Entfernung vom Zentralkörper abnimmt, so würde er sich exakt auf einer Keplerellipse bewegen, deren Form, Lage und Orientierung im Raum unverändert blieben. Nach dem Satz von Bertrand sind die einzigen zentralsymmetrischen Potentiale mit geschlossenen Bahnen das 1/r-Potential und das Potential des harmonischen Oszillators mit radialem Funktionsverlauf proportional r2. Abweichungen vom streng umgekehrt-quadratischen Kraftgesetz führen jedoch zu verschiedenen Arten von Bahnstörungen, welche Form, Lage und Orientierung der Bahn verändern können. Eine dieser Bahnstörungen ist die Apsidendrehung.
- Eine mögliche Ursache für Abweichungen vom 1/r2-Zentralkraftgesetz ist die Gegenwart anderer Körper, welche zusätzliche Gravitationskräfte auf den betrachteten Himmelskörper ausüben. Im Falle der Planetenbahnen ist der Einfluss der jeweils anderen Planeten die Hauptursache für die Periheldrehungen.
- Eine andere Ursache kann in Abweichungen des Zentralkörpers von der Kugelform liegen. Während ein exakt kugelsymmetrisch aufgebauter ausgedehnter Körper dasselbe streng invers-quadratische Gravitationsfeld erzeugen würde wie ein punktförmiger Körper derselben Masse, führen unregelmäßige Masseverteilungen oder der Äquatorwulst abgeplatteter Zentralkörper zu Abweichungen vom invers-quadratischen Kraftgesetz und damit zu Bahnstörungen. Der Äquatorwulst der Erde verursacht (neben anderen Bahnstörungen) Perigäumsdrehungen bei künstlichen Erdsatelliten. Die Abplattung der Sonne verursacht Periheldrehungen der Planetenbahnen, welche wegen der Geringfügigkeit der Abplattung und des großen Abstandes der Planeten jedoch wesentlich kleiner sind als die von den Planeten untereinander verursachten Drehungen.
- Die Krümmung der Raumzeit, ein Effekt der Allgemeinen Relativitätstheorie, bewirkt eine Abweichung von den Newtonschen Bewegungsgleichungen (siehe Effektives Potential#Allgemeine Relativitätstheorie). Dadurch entsteht ein Beitrag zur Periheldrehung, der Schwarzschild-Präzession genannt wird.
- Es gibt Hypothesen, dass das idealisierte Kraftgesetz selbst vom invers-quadratischen Verhalten abweicht (z. B. die Modifizierte Newtonsche Dynamik). Dies würde ebenfalls zur Apsidendrehung beitragen.

Aus all diesen Ursachen resultiert – in einem bezüglich des Fixsternhintergrunds ruhenden Koordinatensystem – eine rosettenartige Bewegung des Körpers: Die anomalistische Periode entspricht nicht genau der siderischen. Himmelsmechanisch wird das durch einen langperiodischen Term des Bahnelements Argument des Perizentrums beschrieben.
Wird die Bahn nicht in einem bezüglich des Fixsternhintergrunds ruhenden Bezugssystem beschrieben, sondern in einem rotierenden Bezugssystem, so kommt zu den oben beschriebenen physikalisch verursachten Drehungen eine zusätzliche scheinbare Drehung hinzu, welche lediglich die Drehung des Bezugssystems widerspiegelt. Im Falle der Planetenbahnen des Sonnensystems betragen die Periheldrehungen – von einem fest gewählten Frühlingspunkt aus gezählt – nur Bruchteile eines Grades pro Jahrhundert. Werden die Bahnen hingegen bezüglich des beweglichen Äquinoktiums des Datums beschrieben, so sind ihre Geschwindigkeiten in diesem rotierenden Bezugssystem um die Präzessionsgeschwindigkeit des Frühlingspunkts, nämlich 1,396° pro Jahrhundert, höher und liegen zwischen 1° und 2° pro Jahrhundert.

## Folgen
Die Apsidendrehung hat Einfluss auf die Sichtbarkeit von Himmelskörpern im Sonnensystem. In unserer Epoche finden Oppositionen des Mars mit besonders geringen Erdabstand im August statt, wenn der rote Planet eine hohe südliche Deklination hat und auf der Nordhalbkugel eher ungünstig zu beobachten ist. Durch die Wanderung der Apsiden war dies nicht immer so und wird auch in Zukunft nicht immer so bleiben. In unserer Epoche hat der innere Planet Merkur, wenn er seinen größtmöglichen scheinbaren Winkelabstand hat (hierzu muss er sich im Aphel befinden) stets eine Position südlich der Sonne, was eine freiäugige Sichtbarkeit nur in südlichen Breiten gestattet. Dieser Umstand war durch die Apsidendrehung nicht immer gegeben und wird auch in der Zukunft anders sein.

## Episoden aus der Forschungsgeschichte

### Bewegung der Apogäen
Bereits den antiken Astronomen war durch Beobachtung bekannt, dass Sonne, Mond und Planeten ihre Bahnen nicht mit konstanten Geschwindigkeiten durchlaufen. Griechische Astronomen berücksichtigten dies in ihren Planetentheorien, indem sie den Mittelpunkt der jeweiligen als kreisförmig vorausgesetzten Planetenbahn nicht mit dem Mittelpunkt der im Zentrum des Universums angenommenen Erde zusammenfallen ließen, sondern in geeigneter Richtung um einen bestimmten Betrag (die so genannte Exzentrizität, nicht zu verwechseln mit der Exzentrizität einer Ellipsenbahn) versetzten. Auf der dem Beobachter näher liegenden Bahnhälfte bewegte sich der gleichmäßig laufende Planet nun scheinbar schneller als auf der gegenüberliegenden Hälfte. Wie sich zeigen lässt, kann der reale, dem 2. Keplerschen Gesetz folgende Geschwindigkeitsverlauf eines Planeten in sehr guter Näherung mittels einer geeignet verschobenen Kreisbahn (einem so genannten Exzenter) rechnerisch nachvollzogen werden. Hipparchos beispielsweise schloss aus den ungleichen Längen der Jahreszeiten auf die Geschwindigkeitsvariation der (damals als Planet behandelten) Sonne in den einzelnen Bahnquadranten und beschrieb ihren Umlauf durch einen Kreis, welcher um 1/24 seines Radius in Richtung 65,5° verschoben war. In dieser Richtung lag also auch das Apogäum der Sonnenbahn, dessen ekliptikale Länge damals auch tatsächlich 66,23° betrug. (Damals wurde das Apogäum als Bezugspunkt benutzt, während man heute das Perigäum bevorzugt.)
Ptolemäus wiederholte die Bahnbestimmung 300 Jahre später. Da seine Beobachtungen aber dieselben Längen für die Jahreszeiten ergaben, erhielt er auch dieselbe Sonnenbahn und hielt daher die Lage ihres Apogäums für unveränderlich bezüglich der Äquinoktialpunkte:

„Auch wir gelangen zu dem Ergebnis, dass noch heutzutage die Zeiten der obenbezeichneten Quadranten und die angegebenen Verhältnisse nahezu dieselben sind, woraus uns ersichtlich wird, dass der Exzenter der Sonne zu den Wende- und Nachtgleichenpunkten ewig dieselbe Lage bewahrt.“

Anders verhielten sich jedoch die Apogäen der übrigen Planeten. Aus den Ergebnissen zahlreicher Beobachtungen und Auswertungen schloss er, dass deren Apogäen nicht bezüglich der Äquinoktialpunkte, sondern bezüglich der Fixsterne ruhen. Dies ist insofern bemerkenswert, als seiner Auffassung nach (und im Gegensatz zum heutigen Standpunkt) die Äquinoktialpunkte als ruhend und die Fixsterne als infolge der Präzession bewegt betrachtet wurden. Entsprechend hielt er die Apogäen für beweglich, und ihre Geschwindigkeit musste bestimmt werden. Die Beobachtungen zeigten ihm, dass sie sich alle etwa gleich schnell rechtläufig bewegten und dass ihre Geschwindigkeit im Rahmen der Beobachtungsgenauigkeit mit der Präzessionsgeschwindigkeit der Fixsterne übereinstimmte; er fand, dass

„auch die Apogeen der Exzenter einen ganz geringen von den Wendepunkten aus in der Richtung der Zeichen vor sich gehenden Fortschritt bewerkstelligen, welcher wieder gleichförmig um den Mittelpunkt der Ekliptik verläuft und für alle Planeten ungefähr ebensogroß ist, wie er an der Fixsternsphäre wahrgenommen worden ist – d. h. in 100 Jahren vom Betrage eines Grades -, soweit es wenigstens möglich ist, aus dem vorliegenden Material einen Einblick zu gewinnen.“

Im 9. Jahrhundert bemerkte Thabit ibn Qurrah, dass auch das Sonnenapogäum eine rechtläufige Bewegung bezüglich der Äquinoktialpunkte ausführte. Man hielt diese Bewegung zunächst aber noch wie die der Planetenapogäen für rein präzessionsbedingt. Al-Battani beispielsweise legte das Sonnenapogäum für den 1. März 880 auf 82° 15' ekliptikaler Länge und gab die Anweisung, zur Berechnung der Apogäumslänge zu anderen Zeitpunkten für jeweils 66 verstrichene Jahre 1° Präzessionsverschiebung zu addieren oder abzuziehen:

„Das Apogäum bewegt sich nämlich mit derselben Bewegung, mit der sich die Fixsternsphäre dreht und von welcher wir durch Beobachtung festgestellt haben, dass sie in 66 römischen Jahren 1 Grad beträgt.“

Dasselbe galt für ihn, wie auch schon für Ptolemäus, für die Apogäen der Planeten:

„Die [Längen dieser] Apogäen bewegen sich mit der Bewegung der Fixsternsphäre, nämlich ein Grad in 66 Sonnenjahren.“

Erst Ibn asch-Schatir stellte im 14. Jahrhundert durch Beobachtung fest, dass das Sonnenapogäum nicht genau mit der Geschwindigkeit der Präzession wanderte (nämlich mit 1° pro 60 Persischen Jahren gegenüber 1° pro 70 Persischen Jahren), sich also bezüglich der Fixsterne eigenständig bewegte.
Im Gegensatz zu den Planetenbahnen war die Perigäumsdrehung des Mondes bereits den babylonischen Astronomen bekannt und explizit in ihren Rechenschemata berücksichtigt. Hipparch und Ptolemäus übernahmen aus der babylonischen Astronomie grundlegende Zahlenwerte und arbeiteten sie zu detaillierten Mondtheorien auf Basis des Epizykelmodells aus.

### Periheldrehung des Merkur
Die elliptische Gestalt der Planetenbahnen wurde 1609 zunächst empirisch durch die Keplerschen Gesetze beschrieben. Die physikalische Begründung folgte knapp 80 Jahre später mit der Himmelsmechanik von Isaac Newton. Mit seinem universellen Kraftgesetz, das auch für die Gravitation gilt, war es möglich geworden, auch die Bahnstörungen zu berechnen, die die Planeten wechselseitig verursachen. Insbesondere konnten die beobachteten Apsidendrehungen der Planeten und des Mondes praktisch vollständig durch Newtons Theorie erklärt werden.
In der Mitte des 19. Jahrhunderts jedoch benutzte Urbain Le Verrier Beobachtungen von Merkurdurchgängen für eine besonders genaue Vermessung der Merkurbahn und stellte anhand der verbesserten Daten fest, dass die Periheldrehung des Merkur etwas stärker ausfiel als erwartet. Nach den himmelsmechanischen Berechnungen sollte sie etwa 530″ (Bogensekunden) pro Jahrhundert betragen, wobei circa 280″ auf den Einfluss der Venus entfallen, circa 150″ auf Störungen durch Jupiter und circa 100″ auf die restlichen Planeten. Die beobachtete Periheldrehung (moderner Wert: 571,91″/Jahrhundert) war jedoch deutlich größer; der moderne Wert für die Diskrepanz beträgt 43,11″.
Le Verrier, der durch die Untersuchung unerklärter Anteile in den Bahnstörungen des Uranus bereits erfolgreich die Entdeckung Neptuns ermöglicht hatte, vermutete als Ursache der Diskrepanz bei Merkur eine Störung durch einen bislang unbekannten Planeten auf einer Bahn innerhalb der Merkurbahn. Dieser Planet erhielt den Namen Vulkan, konnte jedoch trotz ausgedehnter Suche – unter anderem während mehrerer Sonnenfinsternisse – nicht entdeckt werden. Ebenso konnte auch kein für die Störungen verantwortlicher sonnennaher Asteroidengürtel nachgewiesen werden. Andere verdächtigten den für das Zodiakallicht verantwortlichen Staubgürtel oder sahen zumindest einen Teil der Ursache in einer wegen ihrer Rotation abgeplatteten Gestalt der Sonne (siehe auch unten), blieben mit ihren Erklärungsversuchen aber letztlich ebenfalls erfolglos.
Weitere Erklärungsversuche zogen die Gültigkeit des Newtonschen Kraftgesetzes in Zweifel. So gelang es unter Zugrundelegung von elektrodynamischen Kraftgesetzen zum Beispiel Levy (1890) und vor allem Paul Gerber (1898), den Überschuss vollständig abzuleiten, unter der Voraussetzung, dass die Ausbreitungsgeschwindigkeit der Gravitation gleich der Lichtgeschwindigkeit ist. Gerbers Formel für die Perihelabweichung war formal bereits identisch mit der später von Einstein aufgestellten. Jedoch waren die zugrunde gelegten Kraftgesetze falsch und die Theorien dieser Art mussten verworfen werden.
Erst die Allgemeine Relativitätstheorie (ART) von Albert Einstein, die die Gravitation als Krümmung der Raumzeit beschreibt, auf deren Struktur auch die Weltkörper ihrerseits Einfluss haben, konnte den Überschuss überzeugend erklären. Dieser Erfolg gilt als eine der Hauptstützen der Allgemeinen Relativitätstheorie und als ihre erste große Bestätigung. Der relativistisch berechnete Anteil von 42,98″ stimmt sehr gut mit dem beobachteten Überschuss von 43,11″ überein. Die Ursache für den relativistischen Effekt liegt in der geringfügigen Abweichung des relativistisch behandelten Gravitationsfelds vom streng invers-quadratischen Verhalten.
Die Übereinstimmung zwischen Beobachtung und relativistischer Rechnung würde weniger gut ausfallen, wenn ein merklicher Teil des beobachteten Überschusses auf eine rotationsbedingte Abplattung der Sonne zurückzuführen wäre und der übrigbleibende zu erklärende Anteil daher deutlich geringer wäre als gemäß ART berechnet. Versuche, die äußerst geringe Abplattung der Sonne zu messen, lieferten über lange Zeit hinweg widersprüchliche Ergebnisse, sodass auch stets ein wenig zweifelhaft blieb, wie gut die Übereinstimmung der relativistischen Vorhersage mit der Beobachtung tatsächlich war. Helioseismologische Untersuchungen haben jedoch mittlerweile das Quadrupolmoment {\displaystyle J_{2}} der Sonne zuverlässig zu (2,18 ± 0,06)·10−7 bestimmt; dieses Quadrupolmoment liefert nur einen Beitrag von einigen Hundertstel Bogensekunden zur Periheldrehung und ist daher vernachlässigbar. Eine andere Möglichkeit zur Bestimmung von {\displaystyle J_{2}} nutzt den Umstand, dass der relativistische und der {\displaystyle J_{2}}-bedingte Anteil an der gesamten Periheldrehung mit wachsender Entfernung von der Sonne unterschiedlich rasch abfallen und sich so durch Vergleich der Gesamtdrehungen verschiedener Planeten voneinander trennen lassen. Eine solche Untersuchung lieferte mit {\displaystyle J_{2}} = (1,9 ± 0,3)·10−7 ein Ergebnis, das nahe an dem der Helioseismologie liegt.
Die Tabelle führt einige Beobachtungsergebnisse der Periheldrehung aus den letzten Jahrzehnten auf:
| Jahr | Autoren        | Methode          | Drehung pro Jahrhundert | Quelle |
| ---- | -------------- | ---------------- | ----------------------- | ------ |
| 1975 | Morrison, Ward | Merkurdurchgänge | 41,9″0 ± 0,5″           | [ 21 ] |
| 1976 | Shapiro u. a.  | Radar            | 43,11″ ± 0,21″          | [ 22 ] |
| 1987 | Anderson u. a. | Radar            | 42,92″ ± 0,20″          | [ 23 ] |
| 1991 | Anderson u. a. | Radar            | 42,94″ ± 0,20″          | [ 24 ] |
| 1992 | Anderson u. a. | Radar            | 43,13″ ± 0,14″          | [ 25 ] |

## Beispiele

### Planetenbahnen
Die Bahnen aller Planeten des Sonnensystems unterliegen – hauptsächlich wegen ihrer gegenseitigen Störungen – kontinuierlichen Periheldrehungen in Richtung der Umlaufbewegung. Die folgende Tabelle listet die Beträge dieser Drehungen sowohl bezüglich des Frühlingspunkts („tropisch“) als auch bezüglich des Fixsternhintergrunds („siderisch“) auf. Die Zahlenwerte sind langfristig leicht veränderlich und unterliegen auch geringfügigen kürzerfristigen Schwankungen. Die angegebenen Werte beschreiben die mittlere Bewegung (also unter Abrechnung der kurzfristigen Schwankungen) für den Beginn des Jahres 2000 (d. h. zur Epoche J2000.0).
| Planet  | tropisch [°/Jh.] | siderisch [°/Jh.] | 360° in Jahren tropisch | 360° in Jahren siderisch |
| ------- | ---------------- | ----------------- | ----------------------- | ------------------------ |
| Merkur  | 1,556            | 0,159             | 23.136                  | 0226.415                 |
| Venus   | 1,402            | 0,005             | 25.678                  | 7.200.000                |
| Erde    | 1,720            | 0,323             | 20.930                  | 0111.455                 |
| Mars    | 1,841            | 0,444             | 19.555                  | 0081.081                 |
| Jupiter | 1,613            | 0,216             | 22.319                  | 0166.667                 |
| Saturn  | 1,964            | 0,567             | 18.330                  | 0063.492                 |
| Uranus  | 1,486            | 0,089             | 24.226                  | 0404.494                 |
| Neptun  | 1,426            | 0,029             | 25.245                  | 1.241.379                |

Die Zahlenwerte beider Spalten unterscheiden sich um 1,396° pro Jahrhundert, die Rate der Präzession der Erde in ekliptikaler Länge. So ändert sich zum Beispiel der Winkel zwischen dem Perihel der Erde und dem Frühlingspunkt um 1,720°/Jahrhundert, so dass beide nach circa 21.000 Jahren wieder dieselbe Stellung zueinander einnehmen, was unter anderem Auswirkungen auf das Klima haben könnte (siehe Eiszeit, Milanković-Zyklen). Dieser Zyklus ist jedoch hauptsächlich durch die raschere Bewegung des Frühlingspunkts bestimmt. Der Winkel zwischen dem Perihel und einem (unendlich weit entfernt gedachten) Fixstern ändert sich dagegen nur mit einer Rate von 0,323°/Jahrhundert, so dass das Perihel etwa 110.000 Jahre braucht, um bezüglich des inertialen Raums einmal die Erdbahn zu umrunden. Dies ist die Rate der Perihelbewegung, wie sie durch äußere Störeinflüsse verursacht wird.
Der Erde-Mond-Schwerpunkt durchläuft das Perihel gegenwärtig am 3. oder 4. Januar, das Aphel am 4. oder 5. Juli. Um das Jahr 1600 war die größte Sonnennähe der Erde zwischen 26. und 28. Dezember. Um das Jahr 2500 herum wird sie auf den 10. bis 13. Januar fallen.
Das Ausmaß der Periheldrehung hängt unter anderem auch von der Exzentrizität der betreffenden Bahn ab. Die Venus mit ihrer beinahe kreisförmigen Bahn weist daher eine auffallend geringe siderische Periheldrehung auf.

### Mond
Die Apsidenlinie des Mondes dreht sich in 8,85 Jahren einmal um die gesamte Mondbahn. Die Hauptursache hierfür ist die Sonne, die als dritter, störender Körper auf den Umlauf des Mondes um die Erde einwirkt.
Dieser Zyklus der Apsiden (englisch lunar apse cycle, perigee cycle) berechnet sich:
{\displaystyle 360/(0{,}1114040803-0{,}0007739\cdot 2/10000\cdot T-0{,}00000026\cdot 3/10000\cdot T^{2})/365{,}25}
mit T JJhd seit J1900.5
Der Zyklus findet sich in der Variation der Lunationen und ist auch als Periode der Gezeiten und meteorologischer Phänomene wohluntersucht.

### Künstliche Erdsatelliten
Perigäumsdrehungen von Satelliten werden als grundlegendes Satellitenbahnelement dargestellt. Ihre Ursache liegt in der Abplattung der Erde und bei Satelliten in niedriger Umlaufbahn gegebenenfalls auch in der Atmosphärenreibung. Die Perigäumsdrehung der GPS-Satelliten, welche die Erde in einer Höhe von circa 20.200 Kilometern umkreisen, beträgt etwa 0,01° pro Tag.
Beschreibt man die Abweichung des Erdgravitationspotentials von der Kugelgestalt vereinfacht durch Beschränkung auf sein Quadrupolmoment {\displaystyle J_{2}}, so beträgt die Bewegung des Perigäums {\displaystyle \varphi }
{\displaystyle \omega ={\dot {\varphi }}={\frac {3}{4}}\,n\,a_{E}^{2}\,{\frac {5\cos ^{2}(i)-1}{a^{2}(1-e^{2})^{2}}}\,J_{2}}
| {\displaystyle n}     | mittlere Bewegung des Satelliten                                                                  |
| {\displaystyle a_{E}} | große Halbachse der Erde (6.378.137 m)                                                            |
| {\displaystyle a}     | große Halbachse der Umlaufbahn                                                                    |
| {\displaystyle i}     | Neigung der Umlaufbahn                                                                            |
| {\displaystyle e}     | Exzentrizität der Umlaufbahn                                                                      |
| {\displaystyle J_{2}} | Entwicklungskoeffizient des Quadrupolmoments des Gravitationspotentials der Erde (1,0826359·10−3) |

Für Neigungen unter 63,4° bewegt sich das Perigäum in Bewegungsrichtung des Satelliten. Für Neigungen darüber bewegt es sich rückläufig. Hat der Satellit eine Bahnneigung von 63,4°, so unterliegt er (näherungsweise) keiner Perigäumsdrehung, denn {\displaystyle 5\cos ^{2}(63{,}4^{\circ })-1=0}. Beträgt seine Umlaufdauer darüber hinaus etwa 12 Stunden (genauer: einen halben siderischen Tag) und wählt man die Bahn sehr exzentrisch, so liegt das Apogäum während jedes Umlaufs längere Zeit über derselben Region der Erdoberfläche und der Satellit kann zum Beispiel günstig für Telekommunikationszwecke genutzt werden. Er befindet sich in einem so genannten Molnija-Orbit.

### Relativistische Periheldrehung

Periheldrehung eines Testpartikels im starken gravitativen Feld einer nichtrotierenden zentralen Masse – einmal in Newtonischer und einmal in Schwarzschild-Raumzeit

Testpartikel im starken gravitativen Feld einer schnell rotierenden zentralen Masse.

Der relativistische Anteil an der Periheldrehung konnte neben Merkur auch bei der Venus, der Erde, dem Mars sowie dem Asteroiden Icarus nachgewiesen werden (siehe Tabelle, Stand 1986). Bei der Erde beispielsweise beträgt die gesamte beobachtete Drehung 1161″ je Jahrhundert; das ist um 5″ mehr, als nach der newtonschen Gravitationstheorie zu erwarten ist. Dieser Überschuss ist gut verträglich mit der relativistischen Vorhersage von 3,8″.
| Körper | Drehung pro Jhdt relativistischer Anteil | Drehung pro Jhdt relativistischer Anteil |
| Körper | Theorie                                  | Beobachtung                              |
| ------ | ---------------------------------------- | ---------------------------------------- |
| Merkur | 42,98″                                   | 43,11″ ± 0,45″                           |
| Venus  | 08,6″                                    | 08,4″0 ± 4,8″                            |
| Erde   | 03,8″                                    | 05,0″0 ± 1,2″                            |
| Mars   | 01,4″                                    | 01,5″0 ± 0,15″                           |
| Icarus | 10,3″                                    | 09,8″0 ± 0,8″                            |

Für die relativistische Periheldrehung eines Planeten gilt:
{\displaystyle \omega ={\dot {\varphi }}={\frac {6\pi \,GM_{\odot }}{Pa(1-e^{2})c^{2}}}}
| {\displaystyle G\,} | Newtonsche Gravitationskonstante |  | {\displaystyle M_{\odot }} | Sonnenmasse              |
| {\displaystyle a\,} | große Halbachse der Planetenbahn |  | {\displaystyle c\,}        | Lichtgeschwindigkeit     |
| {\displaystyle e\,} | Exzentrizität der Planetenbahn   |  | {\displaystyle P\,}        | Bahnperiode des Planeten |

Wenn bei der Berechnung für Länge, Masse und Zeit die Maßeinheiten Astronomische Einheit (AE), Sonnenmasse M☉ und Tag (1 d = 86400 s) verwendet sowie die Gaußsche Gravitationskonstante
{\displaystyle k={\sqrt {G}}=0{,}017\,202\,1\;\mathrm {AE^{3/2}d^{-1}M_{\odot }^{-1/2}} \,},
so ergibt sich mit der Lichtgeschwindigkeit
{\displaystyle c=299\,792\,458\;\mathrm {m/s} =173{,}144\,633\ \mathrm {AE/d} }
die Gleichung
{\displaystyle \omega ={\frac {6\pi \cdot 0{,}017\,202\,1^{2}}{173{,}144\,633^{2}}}\cdot {\frac {1}{P{\bar {a}}(1-e^{2})}}},
wobei {\displaystyle {\bar {a}}} der Zahlenwert der großen Halbachse ausgedrückt in Astronomischen Einheiten ist.
Mit den Bahndaten a = 0,387099 AE, e = 0,205630 und P = 0,24085 Jahre für Merkur erhält man zum Beispiel die in der Tabelle angegebene Periheldrehung von 2,0837 μrad/Jahr bzw. 42,98 Bogensekunden in 100 Jahren.

### Exotische Systeme
In extremer Form tritt die Apsidendrehung zwischen besonders massereichen Himmelskörpern wie Sternen und Neutronensternen auf. Im Doppelpulsar PSR J1915+1606 beträgt die relativistische Periheldrehung 4,2° pro Jahr, im Doppelsystem PSR J1906+0746 beträgt sie 7,57° pro Jahr, und in PSR J0737-3039 (in dem beide Komponenten Pulsare sind) sogar 16,90° pro Jahr.
Die Lichtkurve des Quasars OJ 287 lässt vermuten, dass sich in seinem Zentrum zwei einander umkreisende Schwarze Löcher befinden, deren gegenseitiger Orbit sich pro 12-jährigem Umlauf um 39° dreht.
Lange Zeit schien die Apsidendrehung des Doppelsternsystems DI Herculis im Widerspruch zu den physikalischen Gesetzen zu stehen, aber die geringe Geschwindigkeit der Apsidendrehung ist durch die Lage der Rotationsachse in der Bahnebene verursacht.